# الانتخابات التشريعية الفرنسية 2024
أُجريت الانتخابات التشريعية في فرنسا في 30 يونيو و7 يوليو 2024 (وقبل ذلك بيوم واحد لبعض الناخبين خارج فرنسا الكبرى) لانتخاب جميع أعضاء الجمعية الوطنية السابعة عشرة للجمهورية الفرنسية الخامسة البالغ عددهم 577 عضوًا. جاءت الانتخابات بعد قيام الرئيس إيمانويل ماكرون بحل الجمعية الوطنية، الأمر الذي أدى إلى إجراء انتخابات مبكرة بعد أن حقق حزب التجمع الوطني مكاسب كبيرة وخسرت قائمة ماكرون الانتخابية "Besoin d'Europe" عدد كبير من المقاعد في انتخابات البرلمان الأوروبي لعام 2024 في فرنسا.
في الجولة الأولى من الانتخابات، تقدم حزب الجبهة الوطنية والمرشحون المدعومون بشكل مشترك من قبل إريك سيوتي ‏ من الجمهوريين بنسبة 33.21% من الأصوات، فيما حلت ثانياً أحزاب الجبهة الشعبية الجديدة بنسبة 28.14%،  مجموعة التحالف الموالي لماكرون بنسبة 21.28%، ومرشحو الجمهوريون بنسبة21.28% ، مع نسبة مشاركة إجمالية قدرها 66.71%، وهي الأعلى منذ عام 1997. على أساس هذه النتائج، تم توجيه 306 دائرة انتخابية إلى جولة إعادة ثلاثية و5 إلى جولة إعادة رباعية، لكن انسحب 134 مرشحًا من الجبهة الشعبية الجديدة و82 مرشحًا من تحالف معاً من أجل الجمهورية ‏ على الرغم من تأهلهم لجولة الإعادة من أجل تقليل فرص فوز مرشحي الجبهة الوطنية بالأغلبية المطلقة من المقاعد.
في الجولة الثانية، وبناءً على تصنيف وزارة الداخلية للمرشحي، فاز مرشحو حزب الجبهة الوطنية بـ 180 مقعدًا، مع فوز تحالف معاً بـ 159 مقعدًا، تم انتخاب المرشحين المدعومين من حزب الجبهة الوطنية لـ 142 مقعدًا، ومرشحو حزب الليبراليين حصلوا على 39 مقعدا. نظرًا لعدم وصول أي حزب إلى العدد المطلوب من المقاعد وهو 289 مقعدًا للحصول على الأغلبية، أسفرت الجولة الثانية عن برلمان معلق. قد تختلف التصنيفات الإعلامية غير الرسمية لانتماءات المرشحين قليلاً عن تلك التي تستخدمها وزارة الداخلية: وفقًا لتحليل لو موند ، تم انتخاب 182 مرشحًا ينتمون إلى الحزب الوطني الوطني، مقارنة بـ 168 لتحالف معاً، و143 لحزب الجبهة الوطنية، و45 للجمهوريين. كما سجلت نسبة المشاركة في الجولة الثانية البالغة 66.63%، رقم قياسي لكونها الأعلى منذ عام 1997.
رفض ماكرون في البداية استقالة غابرييل عتال في 8 يوليو، لكنه قبل استقالة الحكومة في 16 يوليو، الأمر الذي سمح للوزراء بالتصويت لرئيس الجمعية الوطنية مع استمرارهم كحكومة تصريف أعمال. دعا قادة الجبهة الشعبية الجديدة إلى تعيين رئيس وزراء من اليسار، لكن شخصيات تحالف معاً والجمهوريون دعوا إلى التحالف وهددوا بأن أي حكومة تقودها الجبهة الشعبية الجديدة بما في ذلك وزراء من تحالف فرنسا الأبية ستواجه تصويتاً فورياً بحجب الثقة. وكشفت مفاوضات ما بعد الانتخابات بين شركاء تحالف الحزب الوطني الجديد عن تجدد التوترات، حيث تطلب قادة الحزب مهلة حتى 23 يوليو/تموز للاتفاق على اسم رئيس الوزراء وهي لوسي كاستيتس ‏ البالغة من العمر 37 عاماً وتشغل حالياً منصب مدير الشؤون المالية والمشتريات لمدينة باريس على الرغم من أن ماكرون لم يبد أي نية لتعيينها ولن يتم تعيين حكومة جديدة حتى منتصف أغسطس على أقرب تقدير. وأشار المحللون إلى أن فشل أي كتلة في الحصول على الدعم من الأغلبية المطلقة للنواب يمكن أن يؤدي إلى طريق مؤسساتي مسدود لأن أي حكومة يجب أن تكون قادرة على النجاة من اقتراحات حجب الثقة ضدها. وعلى الرغم من أن ماكرون يمكنه الدعوة إلى انتخابات مبكرة ثانية، إلا أنه غير قادر على القيام بذلك إلا بعد مرور عام على الأقل من انتخابات 2024، وذلك وفق ما ورد في نص الدستور.